# أغسطس فيتزروي
أغسطس هنري فريتزروي (بالإنجليزية: Augustus Henry FitzRoy)‏ يعرف أيضاً بلقب دوق غرافتون الثالث (بالإنجليزية: 3rd Duke of Grafton)‏ سياسي بريطاني (28 سبتمبر 1735-14 مارس 1811). تولى رئاسة الوزراء في بريطانيا من 14 أكتوبر 1768 إلى 28 يناير 1770.
هو سليل تشارلز الثاني ملك إنجلترا واسكتلندا من خط غير شرعي.

## روابط خارجية
- أغسطس فيتزروي على موقع الموسوعة البريطانية (الإنجليزية)